# 千葉県総合スポーツセンター
千葉県総合スポーツセンター（ちばけんそうごうスポーツセンター）は、千葉県千葉市稲毛区にある県立の都市公園（運動公園）である。陸上競技場、野球場などスポーツ施設が充実している。

## 歴史

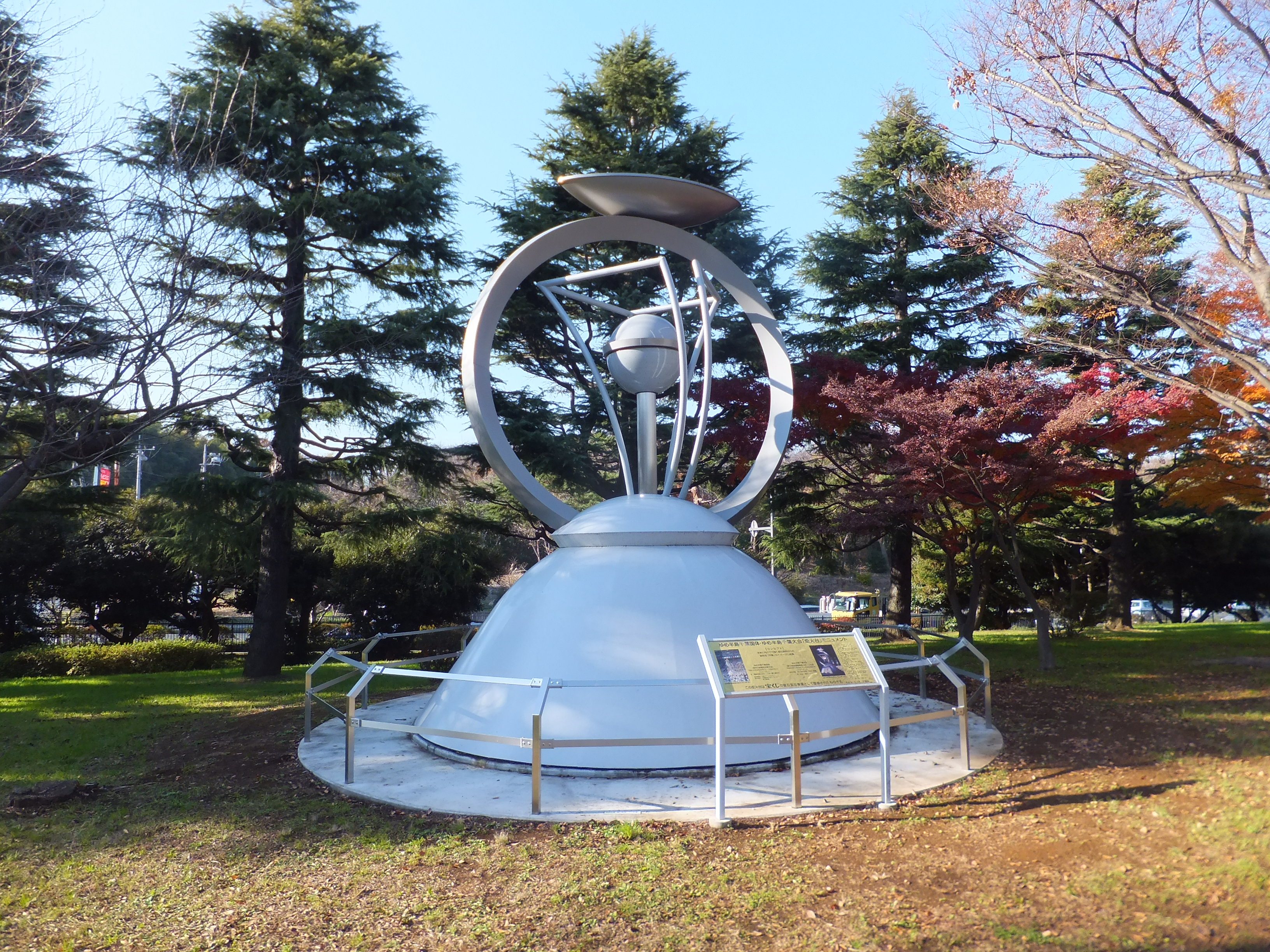
第65回国民体育大会で使用された炬火台のモニュメント

スポーツセンターと公園内各施設の運営管理は、開設当初は千葉県教育委員会が直轄、1993年4月からは県教委の外郭団体「千葉県スポーツ振興財団」が受託、同財団が解散した2006年4月からは再び県教委の直轄となっていたが、2009年4月からは指定管理者制度を導入している。
- 1933年 - 千葉市千葉寺町に千葉県総合運動場が開場。
- 1962年 - 県が「千葉県スポーツセンター」の建設計画を発表し、これに基づいて同市天台町（現在の稲毛区）で新たな「千葉県総合運動場」の整備が進められた。
- 1963年 - 陸上競技場着工を皮切りに各施設が順次整備。
- 1972年 - 殆どの施設が竣工。
- 1973年 - 第28回国民体育大会（若潮国体）のメイン会場となる[1]。
- 1999年 - 総合運動場内に千葉県スポーツ科学総合センターが竣工。
- 2003年 - スポーツ科学総合センターと総合運動場が機関統合を実施し、千葉県総合スポーツセンターが発足し、総合運動場も同名称となった。

## 施設
- スポーツ科学センター
- トレーニングルーム
- 多目的アリーナ
- フィットネススタジオ
- 研修室
- 陸上競技場
- 第2陸上競技場
  - 1993年10月開設
  - 収容人数　3000人（全席芝生席）
  - 日本陸上競技連盟第3種公認
- 野球場
- 軟式野球場
- ソフトボール場
- 体育館
- 武道館
- 庭球場
- 弓道場
- サッカー・ラグビー場
  - 1970年3月開設
  - A面：収容人数　2500人（座席数　500・メインスタンドのみ固定座席、他は芝生席）
  - B面：収容人数　3000人（全席芝生席）

## ギャラリー

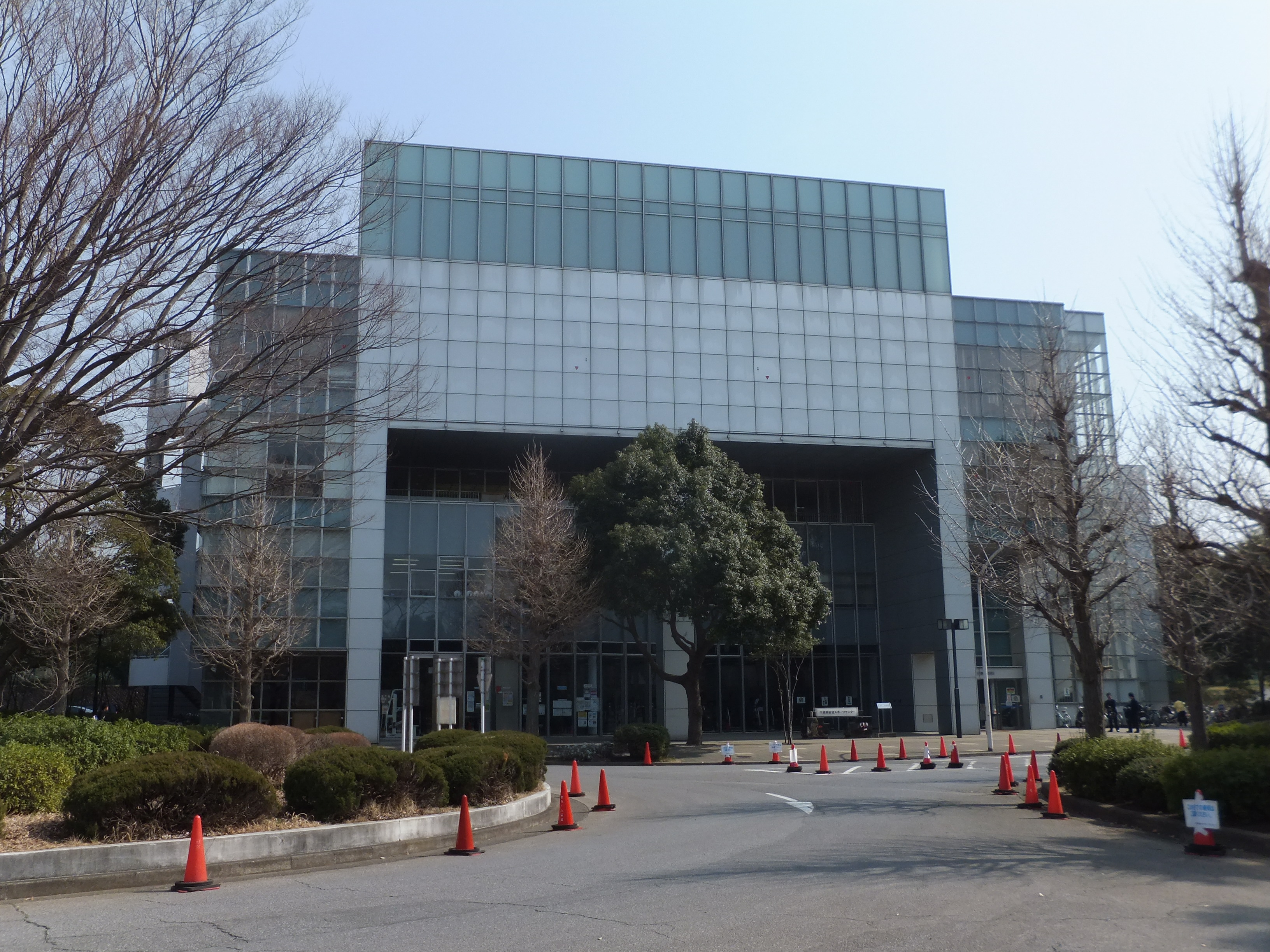
スポーツ科学センター
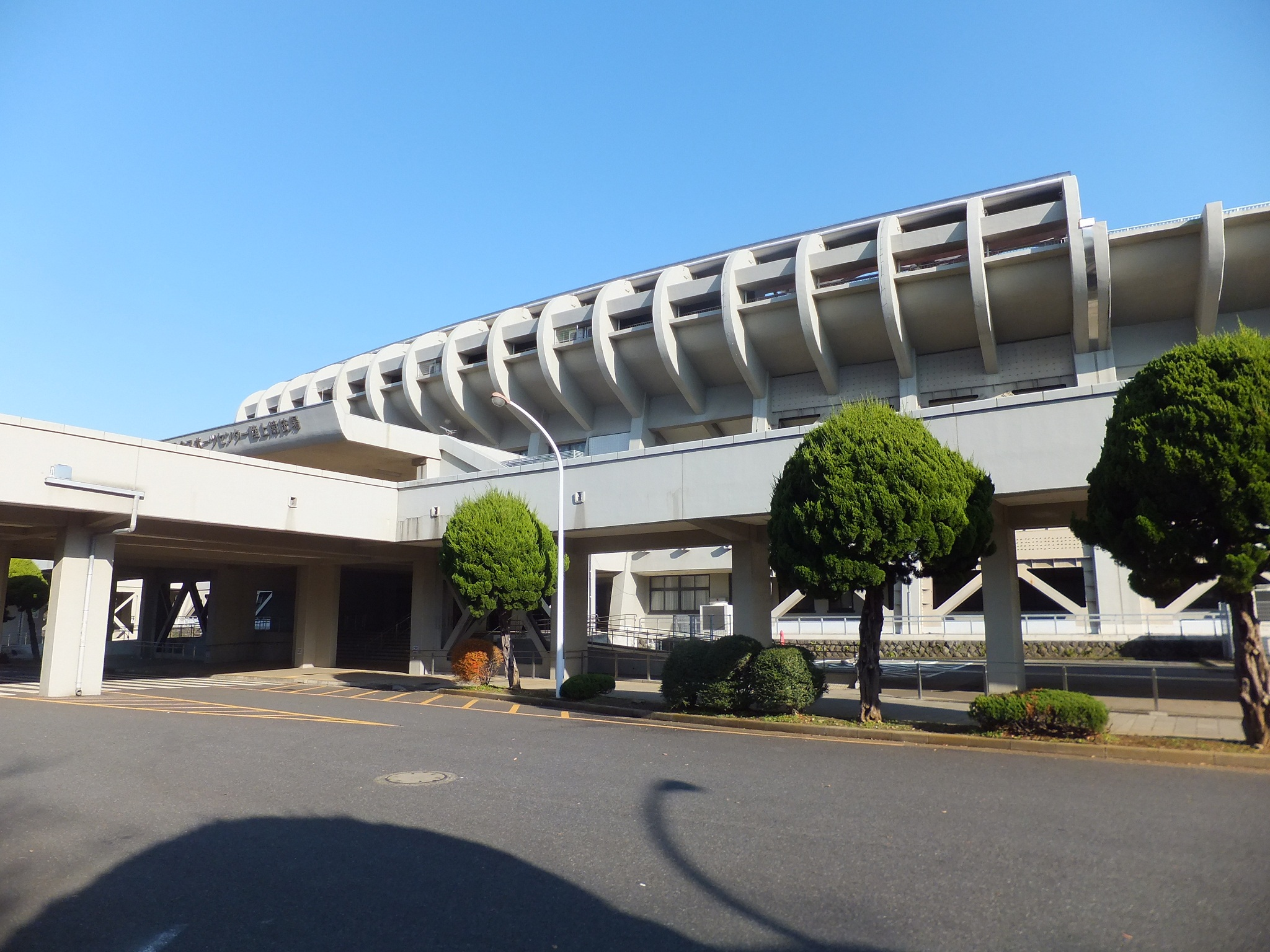
陸上競技場
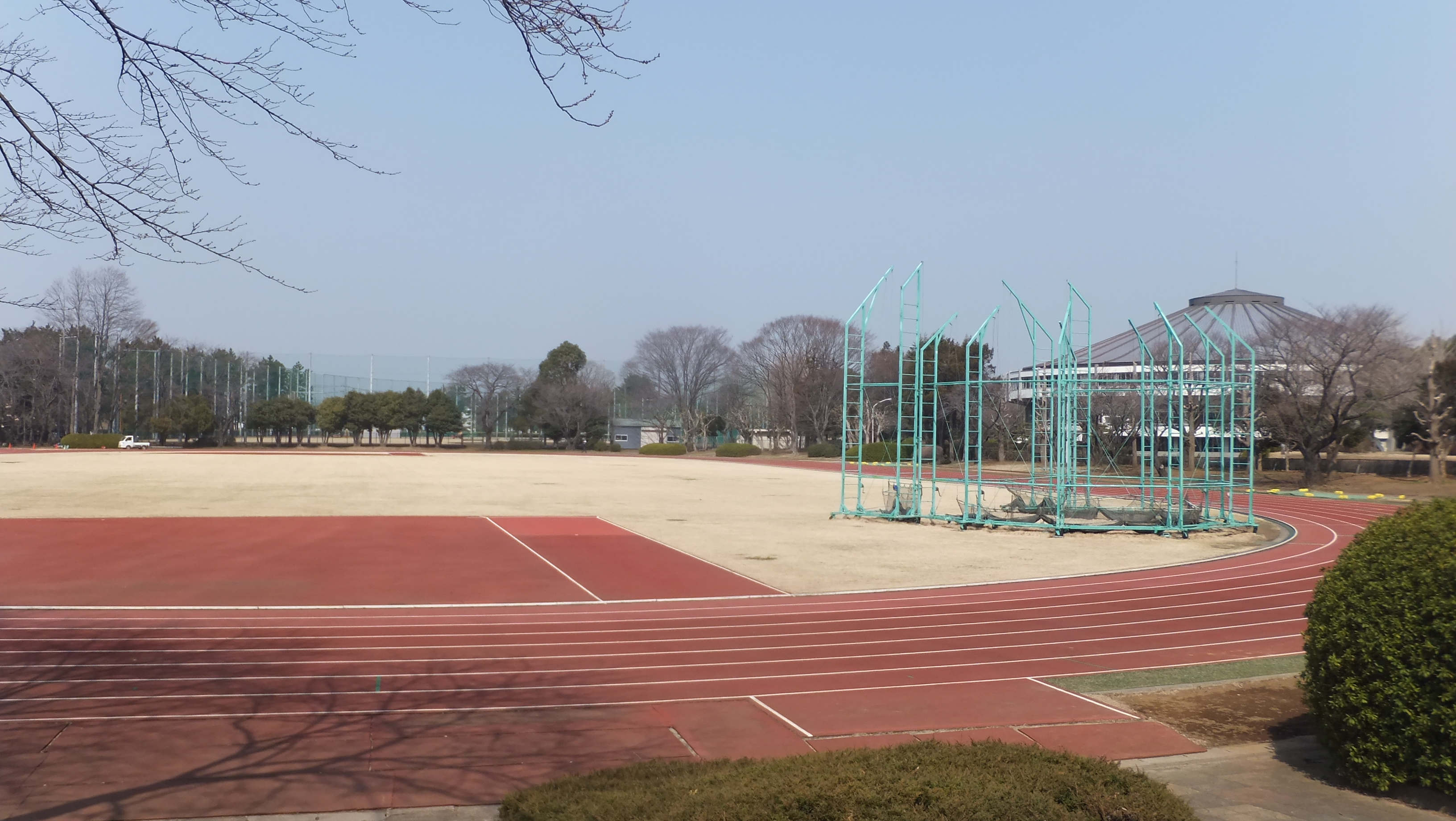
第2陸上競技場
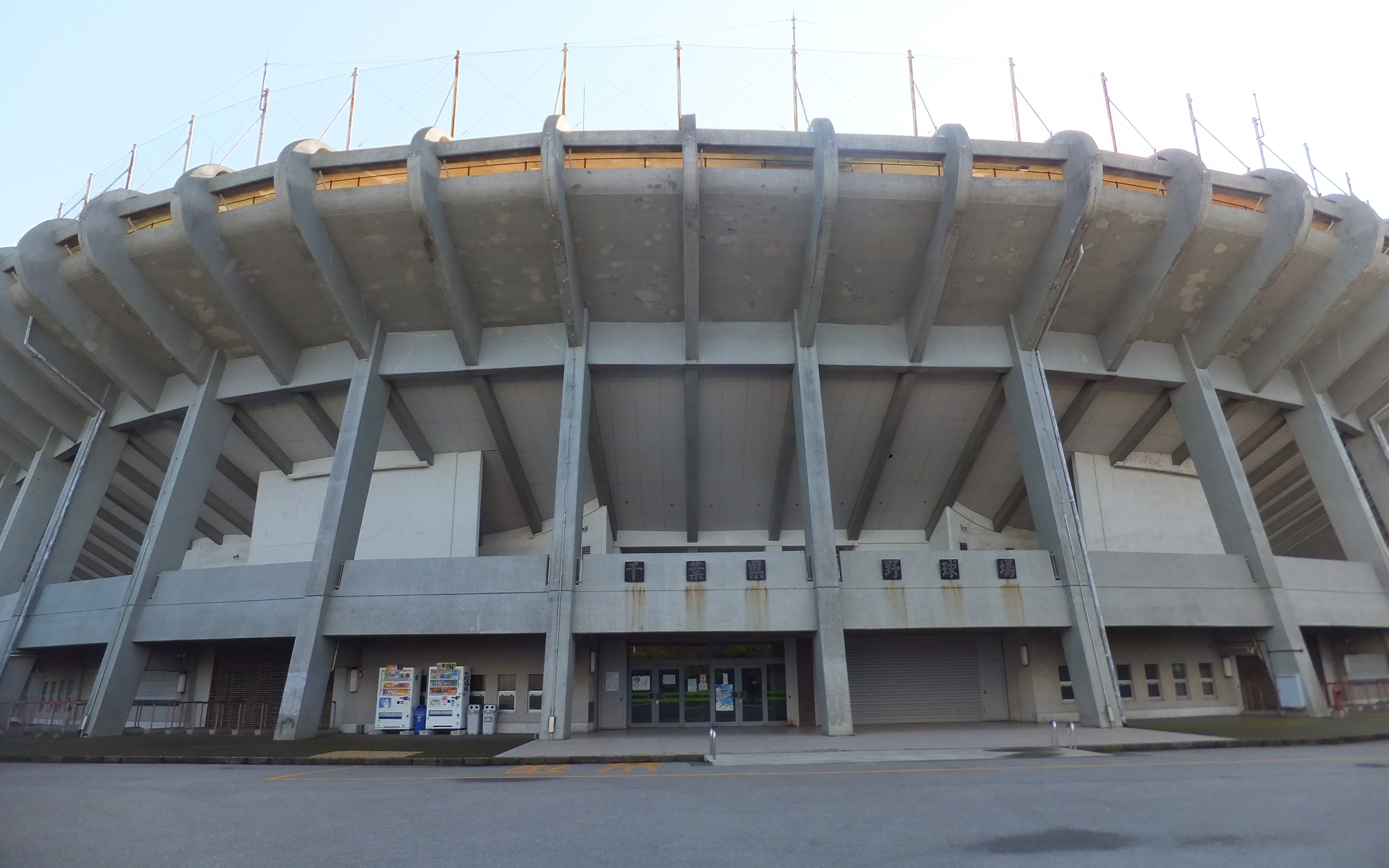
野球場
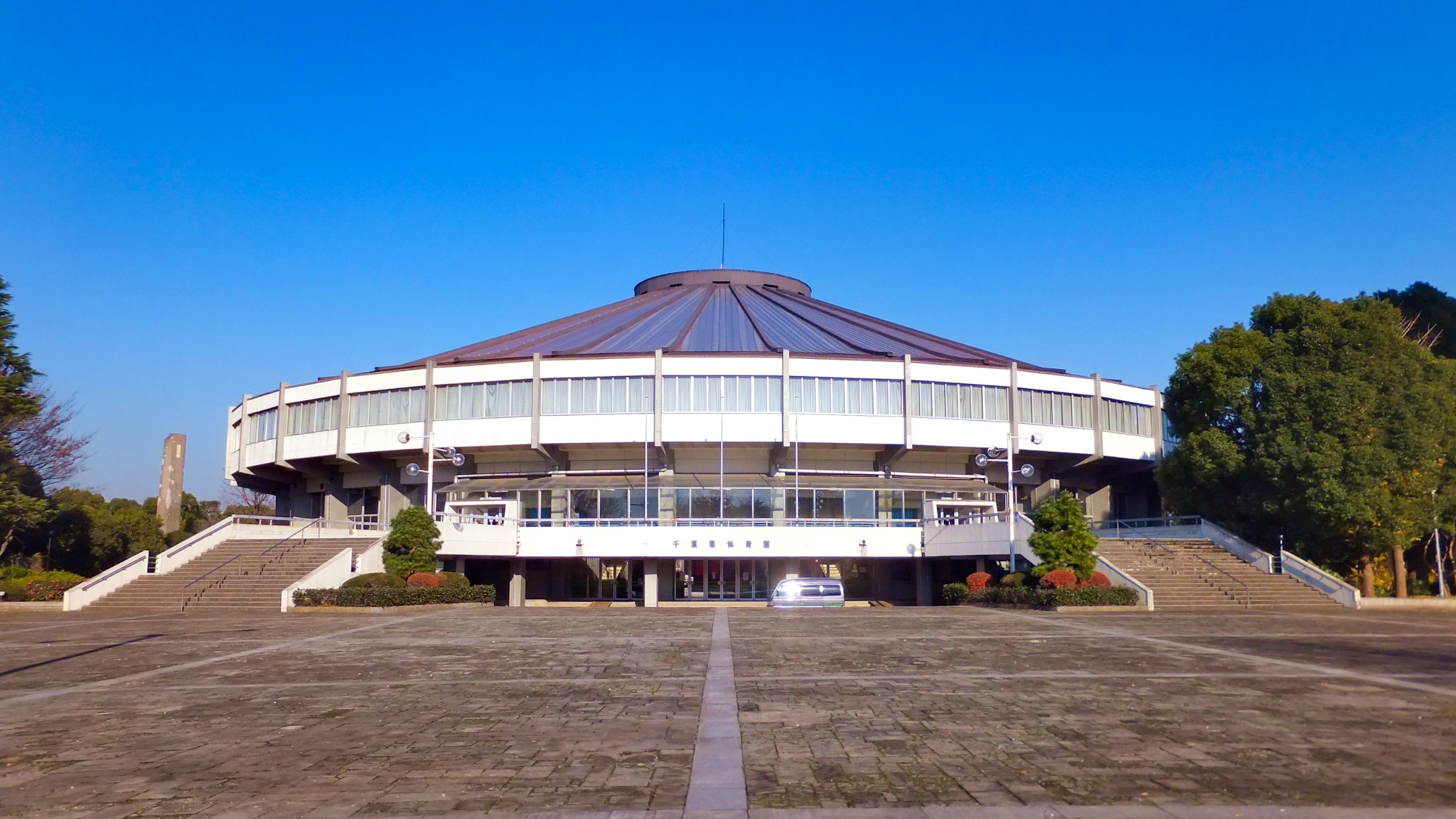
体育館
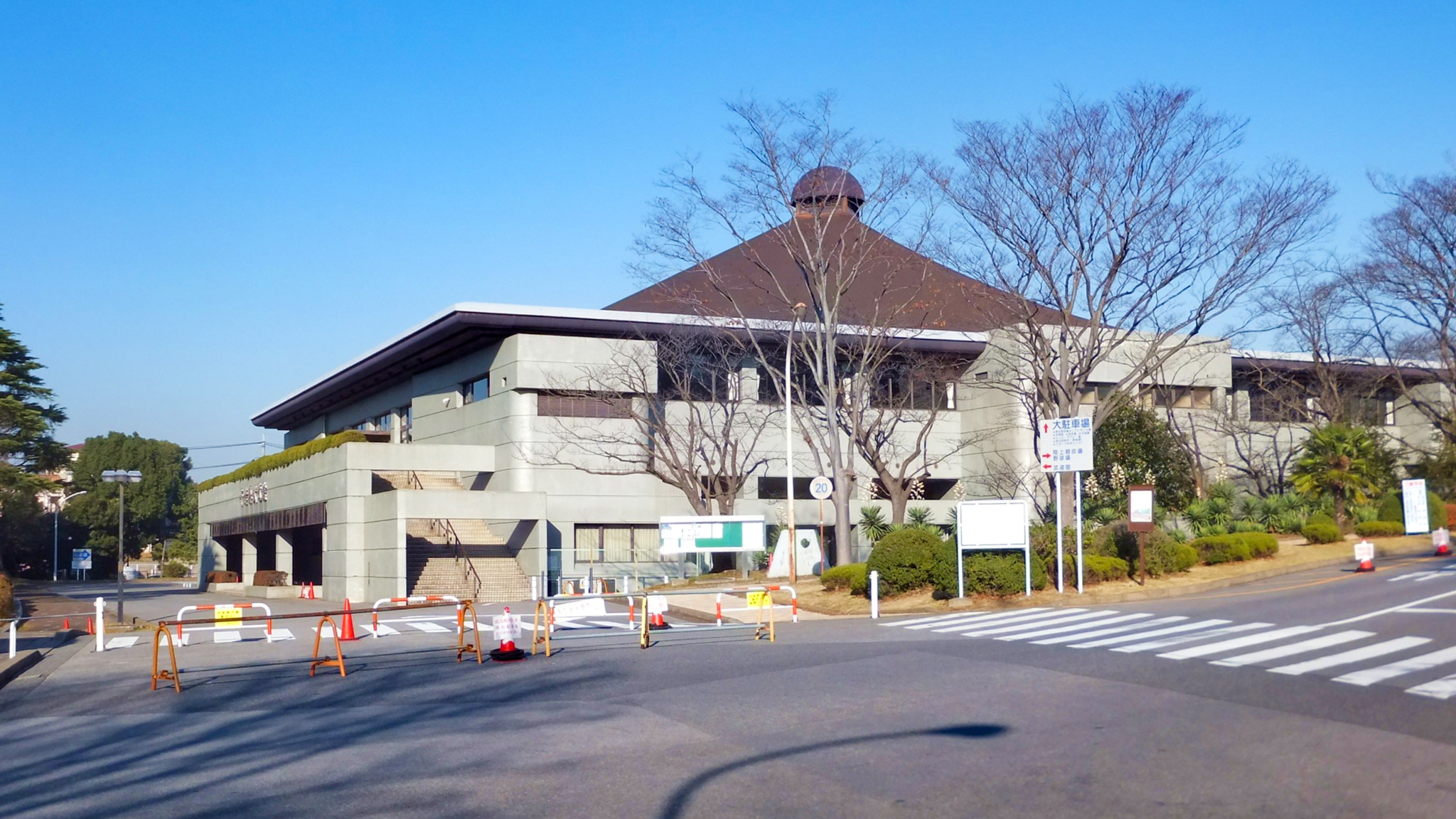
武道館
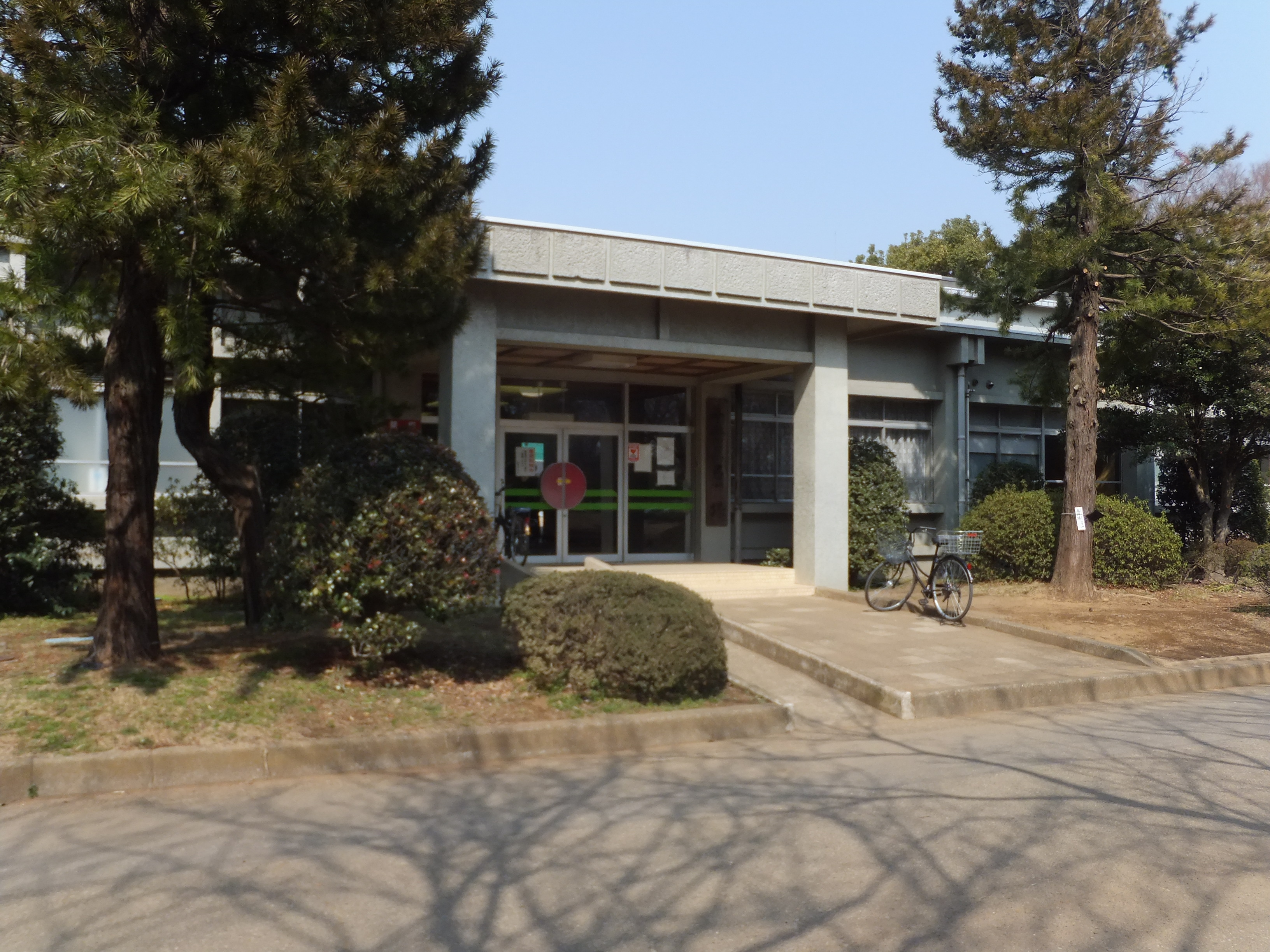
弓道場
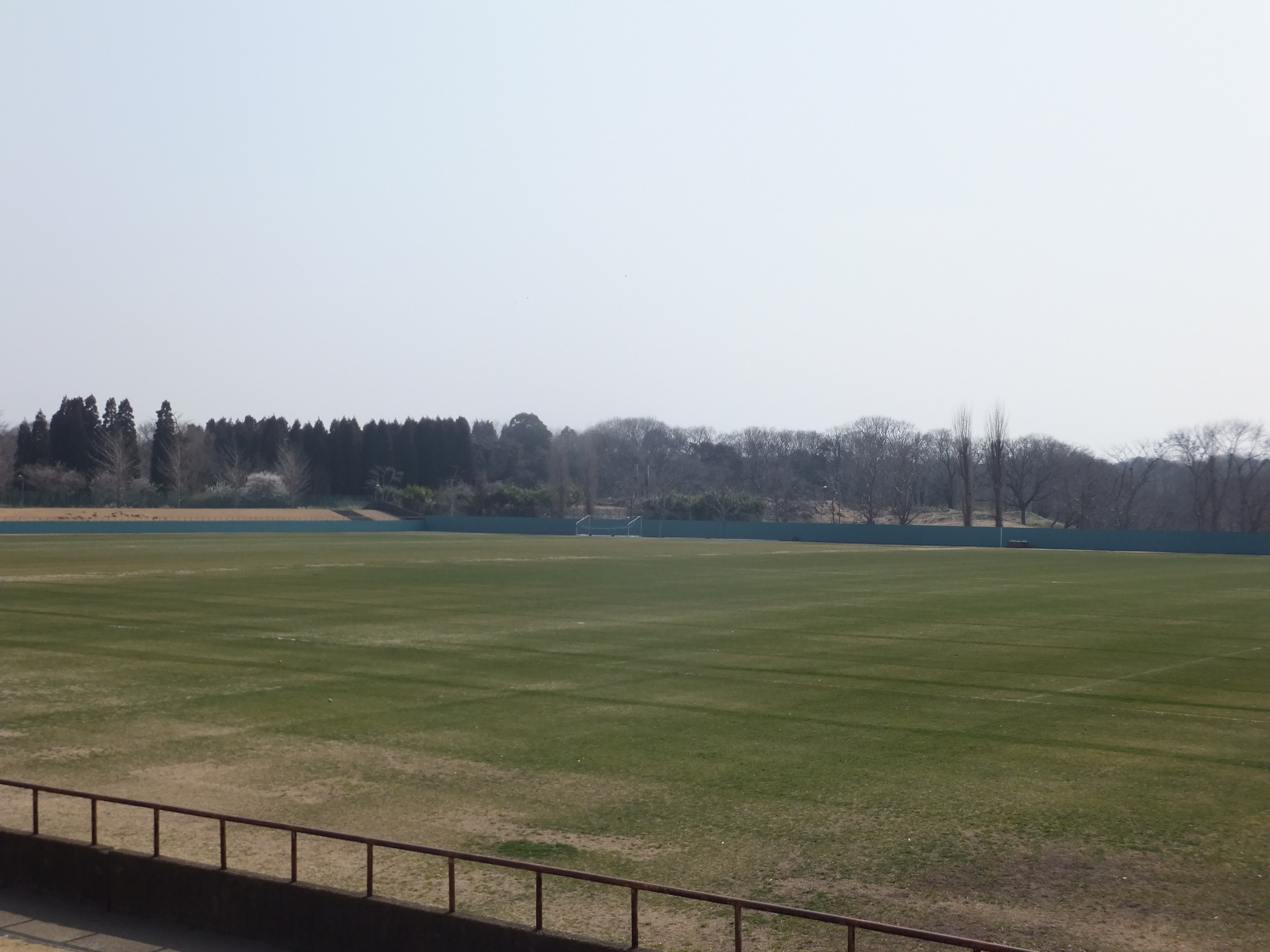
サッカー・ラグビー場

## アクセス
- 千葉都市モノレール：スポーツセンター駅より徒歩約5分。
- 総武本線（JR東日本）：稲毛駅より京成バス草野車庫行きでスポーツセンター前下車、徒歩約5分。
- 京葉道路：穴川インターチェンジより自動車で約5分。